# Murbeckiella boryi
Murbeckiella boryi é uma espécie de planta com flor pertencente à família Brassicaceae. É endémica de Portugal Continental.
A autoridade científica da espécie é (Boiss.) Rothm., tendo sido publicada em Bot. Not. 1939, 469.

## Proteção
Encontra-se protegida por legislação portuguesa ou da Comunidade Europeia, nomeadamente pelo Anexo V da Diretiva Habitats.